# كريستيلا الونزو
كريستيلا الونزو (بالإنجليزية: Cristela Alonzo)‏ (ولدت في 6 يناير 1979) هي شخصية أمريكية كوميدية ممثلة، وكاتبة ومنتجة، هي التي انشأت السيناريو لـ ABC sitcom كريستيلا.  تكون، أول امرأة مكسيكية أمريكية تكون منتجة، كاتبة، ونجمة في برنامجها الأمريكي علي الإنترنت.

## حياتها السابقة
ولدت الونزو في هيدلاغو, تيكساس، كأصغر بنت في العائلة (من اربع أطفال)للأم ناتاليا جونزاليز، التي عملت ورديتان في مطعم مكسيكي  الي ما يقارب 20 ساعة، والوالد ادالبيرتو الونزو.
عندما كانت والدة الونزو الحامل مع الونزو، ام الونزو غادرت زوجها الذي يسئ معاملتها  وجعلت الاربع أطفال وحيدين. الونزو قالت انها لم تقابل ابيها ابدا، الذي مات في 2009. كبرت الونزو في الولايات الأمريكية المتحدة التي على مقربة من الحدود
المكسيك San Juan، Texas, في ال ريو جراند فالي.
لديها ثلاثة أشقاء، الأخت الكبرى جوليسيا ماريا الونزو واخوتها الكبار إلوي إدواردو الونزو وروبن جي الونزو. وجاءت والدة الونزو من قرية صغيرة من شركة. زانكارون في سان لويس بوتوسي، المكسيك. وطوال طفولتها، على يوم عطلة أسبوعية والدتها في خارج البيت، قضيت الونزو الوقت مع جدتها في رينوسا، المكسيك، على الجانب الآخر من الحدود.
على مدى السنوات الثماني الأولى من حياة الونزو، والقرفصاء الأسرة في العشاء المهجورة، كانت بلا مأوى والمعوزين، حتى مع والدتها التي تعمل بنظام الورديتين كنادلة. وغالبا ما عانوا من الجوع، وتعاني من مشاكل في صبغة الجلد بسبب نقص التغذية. قال الونزو والدتها غالبا ما تستخدم النكتة لتعويض فقر مدقع.
الونزو تعلم اللغة الإنجليزية من مشاهدة التلفزيون كما تحدثت عائلتها الأسبانية فقط في المنزل. والدتها لم يتعلم على التحدث باللغة الإنجليزية. وكان التلفزيون وسيلة للعائلة للبقاء في الداخل
, تجنب العنف
من المخدرات الاتجار في حيهم. ان الونزو ترجمة أمريكية  يظهر في
اسبانيا والتصرف بها لأمها. وكان الونزو والدتها لا يتجزأ. يشارك الونزو والدتها السرير حتى الونزو العمر حتى 18 سنة.
 أثير الونزو في أسرة كاثوليكية صارمة للغاية.. بسبب ان اختها الكبيرة تزوجت في صغرها، أمضت معظم طفولتها شنقا معها اخوتها الكبار واصبحت مهتمة في كتب هزلية، تداول لعب الكوتشينة، aالكثير من ستار تريك: الحكومة الوطنية الانتقالية، الزنزانات والتنينات والموسيقى المعدنية. 
تخرج من فار-سان خوان ألامو في مدرسة ثانوية.
 في سن ال 18، غادرj الونزو المنزل لحضور جامعة ويبستر لدراسة المسرح في سانت لويس. ومع ذلك، انخفضت الونزو خارج لأنها لم تعد قادرة على تحمل المدرسة.
فرجعت إلى دالاس وانتقلت للعمل مع شقيقتها، حيث أخذت رعاية أمها الذي كانت مريضة وأطفال أختها. ماتت ام الونزو في 2002.

## الوظيفة
في 2003, بعد سنة من موت والدتها، الونزو حصلت علي وظيفة كمدير مكتب في ال اديسون ايمبروف، . الونزو قالت انها هي
القيام موقف متابعة كوسيلة لمعالجة حزنها والحديث عن والدتها وعائلتها. كانت جزءا من مشهد دالاس صغير . الونزو انتقل في نهاية المطاف إلى لوس انجليس لتصبح متابعة الموقف الكوميدي.
قضت الونزو عامين يستقلون حافلة مع الممثل الكوميدي الأميركي المولود في هندوراس كارلوس Mencia والعديد من الكوميديا الأخرى. أنهت ألونزو الأمر ترك هذه الجولة. ثم قضت الونزو الكثير من الوقت على الطريق في العروض الكوميدية الكلية، حيث وجدت الكثير من النجاح..
مثلت الونزو شريحة لمدة 30 دقيقة كوميدي سنترال في نصف ساعة في 7 يونيو 2013. وقد ظهرت على كونان، ليت شو ويذ كريغ فيرغسون، غابرييل ايغليسياس يقدم انهض الثورة، شوتايم، نشاط كوميدي دائمة، وعرض في وقت متأخر مع ستيفن كولبير ويعيش في مدينة نيويورك.
في كانون الثاني 2014، وكان اسمه الونزو واحدا من «10 لوس انجلوس كوميديا أعمال لمشاهدة في عام 2014» من قبل لوس انجلوس ويكلي. واطلق عليها لقب أيضا واحدة من «13 مضحك النساء لمشاهدة في عام 2014» من قبل عالمي. 
في يناير 2017, انتخبت كريستيليا لتقوم بدور كروز راميرز في فيلم Disney-Pixar  Cars 3.
,

## روابط خارجية
- كريستيلا الونزو على موقع IMDb (الإنجليزية)
- كريستيلا الونزو على موقع ألو سيني (الفرنسية)
- كريستيلا الونزو على موقع ميوزك برينز (الإنجليزية)
- كريستيلا الونزو على موقع أول موفي (الإنجليزية)
- كريستيلا الونزو على موقع قاعدة بيانات الفيلم (الإنجليزية)
- كريستيلا الونزو على موقع كينوبويسك (الروسية)